# فوتاني
فوتاني، (بالإنجليزية: Futani)‏، هي بلدة و(بلدية) في مقاطعة ساليرنو، في منطقة كامبانيا، بجنوب غرب إيطاليا.

## السكان
في سنة 1861 بلغ عدد السكان 933 نسمة، وتطور العدد ليصل في سنة 2011 لـ 1٬234 نسمة.
يظهر هذا المخطط البياني تطور النمو السكاني لـ فوتاني